# Тайпан
Тайпан (Oxyuranus) — рід надзвичайно отруйних змій родини аспідові. Має 3 види.

## Опис
Загальна довжина представників цього роду коливається від 1,8 до 3,5 м. Голова витягнута, у деяких особин загнута донизу. Очі невеликі, зіниці округлі. Мають дуже великі й довгі зуби. Тулуб сильний, стрункий. Забарвлення чорне, коричневе, оливкове, червонувате з мідними відтінками. Черево світліше за спину.

## Спосіб життя
Мешкають у напівпустелях, пустелях, місцинах з невеликою кількістю рослинності, вздовж узбережжя океану. Активні вдень. Харчуються дрібними ссавцями та птахами.
Це яйцекладні змії. Самці відкладають від 7 до 20 яєць.

## Розповсюдження
Мешкають в Австралії та на о. Нова Гвінея.

## Види
- Oxyuranus microlepidotus
- Oxyuranus scutellatus
- Oxyuranus temporalis